# Информационна наука
Информационна наука (или още като информационни изследвания) е академична област, която се занимава предимно с анализ, събиране, класифициране, съхранение, извличане, движение (в инфраструктури), разпространение, както и защита на информацията . Специалистите, обучаващите се и изследователите в областта изучават приложението и използването на знания от информационната наука в интеракцията човек-компютър, в училищата, университетите и организациите, в допълнение към взаимодействието между хора, организации и всякакви съществуващи информационни системи, като целта е създаване, подобряване, както и разбиране на темите на информационната наука, и информационните системи като цяло. Исторически информацията и нейната динамика е свързана с изследванията на компютърните науки, бази данни, психология, технологии, здравеопазване и разузнавателни агенции  Информационната наука обаче включва и аспекти на различни области като лингвистика, философия, когнитивна наука, право, математика, управление и политика, както и социални науки.

## Изследователи и специалисти

### Изследовател на информационните приложни теми
Изследовател на приложните теми в информационната наука е този, който има високо ниво на познания по предмета или дори образователна степен, който може да предостави ясна и целенасочена информация на научно-техническо ниво на друг изследователски или технически персонал в индустрията или на преподаватели и студенти в академичните среди. Индустриалният информационен специалист/учен имат като цяло подобна подготовка по предмета, се отнася и за някой, който извършва изследвания в областта на информационните науки.

### Информационен специалист
Информационен специалист е човек, който съхранява, може да организира по тематични области, и разпространява информация, и е специалист по информационни инфраструктури. Информационните специалисти са опитни в организацията и съхраняването на записани знания в информационната наука. Традиционно и в миналото работата е свързана с електронни текстови материали, но тези умения се използват все повече и с електронни визуални, аудио и цифрови материали. Информационните специалисти работят в различни организации и академични институции. Информационни специалисти също могат да бъдат намерени в организационен и индустриален контекст. Изпълняват роли, които включват проектиране и развитие на системата и системен анализ.
В действителност и специалистите, и изследователите се занимават с подобни области, като чест изследователите се занимават с по-новите недобре изучени области като системни инфраструктури, аудио и визуални инфраструктури, като специалистите по-скоро имат възможност за обзор на тази работа.

## Вектори на изследване и приложение

### Информационен мениджмънт
Управлението на информация (IM) е събирането и управлението на информация от един или повече източници, и разпространението на тази информация до една или повече аудитории. Това понякога включва тези, които имат не само достъп, но и свой научен или друг принос, или друго право на тази информация. Управлението означава организиране и контрол върху структурата, обработката и предоставянето на информация. През 70-те години това е до голяма степен ограничено до файлове, поддръжка на файлове и управление на хартиени файлове, а после и други по-модерни носители и записи (дискети, оптични дискове). С разпространението на информационните технологии, започнало през 70-те (САЩ) и 80-те, 90-те години в България, както и спецификата на нуждите днес, работата по управление на информация придобива нова светлина.